# Indore
Indore (hindi : इन्दौर Indaur, marathi : इंदूर Iṃdūr) () est la capitale commerciale et la plus grande ville de l'État indien du Madhya Pradesh.
Elle est le chef-lieu du district d'Indore et la capitale de la division d'Indore. Située à 190 km à l'ouest de Bhopal, la capitale du Madhya Pradesh, et à l'extrémité méridionale du plateau de Malva, son altitude moyenne de 550 m en fait l'une des grandes villes les plus élevées de l'Inde centrale. Au recensement de 2011, la population estimée de la municipalité était de 1 994 397 pour une superficie de 530 km2, soit une très forte densité de 3 763 habitants/km2. L’agglomération compte 2 170 295 habitants.

## Étymologie
La ville tient son nom du temple Indreshwar, où l'on vénère le roi des dieux, Indra. 

## Histoire

### Monarchie marathe (dynastie Holkar)
Vers 1720, le chef-lieu de l'unité administrative (pargana) locale fut transféré de Kampel à Indore, qui enregistrait une activité commerciale croissante. Le 18 mai 1724, le Nizam reconnut le droit du peshwâ marathe Bajirao Ier de prélever des taxes (chauth) dans la région. En 1733, le Peshwâ prit le contrôle de l’ensemble du Malva et nomma son commandant Malhar Rao Holkar comme gouverneur (subahdar) de la province. Nandlal Chaudhary accepta la souveraineté des Marathes.
Le 29 juillet 1732, le peshwâ Bajirao Ier autorisa Malhar Rao Holkar, le fondateur et premier prince de la dynastie Holkar, à fusionner 28 parganas et une demie pour former l'État de Holkar. La belle-fille de ce dernier, Ahilyabai Holkar, transféra la capitale de l'État à Maheshwar en 1767, mais Indore resta un important centre commercial et militaire.

### Indore sous l'Empire britannique des Indes
En 1818, pendant la troisième guerre anglo-marathe, les Holkars furent soumis par l'Empire britannique à la bataille de Mahidpur et la capitale fut à nouveau transférée de Maheshwar à Indore. Un résident britannique fut mis en place à Indore, mais les Holkars continuèrent à gouverner l'État d'Indore comme un État princier grâce notamment aux efforts de leur négociateur après la bataille de Mahidpur, le dewan (premier ministre) Tatya Jog. C'est à cette époque que le quartier général de la British Central Agency s'installa à Indore. Ujjain était à l'origine le centre commercial du Malva. Mais les administrateurs britanniques, tels que John Malcolm, décidèrent de promouvoir Indore au détriment d’Ujjain, car les marchands d'Ujjain avaient soutenu des éléments anti-britanniques.
En 1906, l'électricité fit son entrée dans la ville, un corps de sapeurs-pompiers fut mis en place en 1909 et un premier plan d'urbanisme fut dressé en 1918 par le grand sociologue et urbaniste Patrick Geddes. Pendant le règne du maharaja Tukojirao Holkar II (en) (1852–86) des efforts furent déployés pour un aménagement structuré de la ville et pour son développement industriel. L'introduction du chemin de fer en 1875 apporta un essor commercial et la prospérité de la ville se poursuivit tout au long des règnes des maharajas Shivajirao Holkar (en), Tukojirao Holkar III (en) et Yeshwant Rao Holkar II.

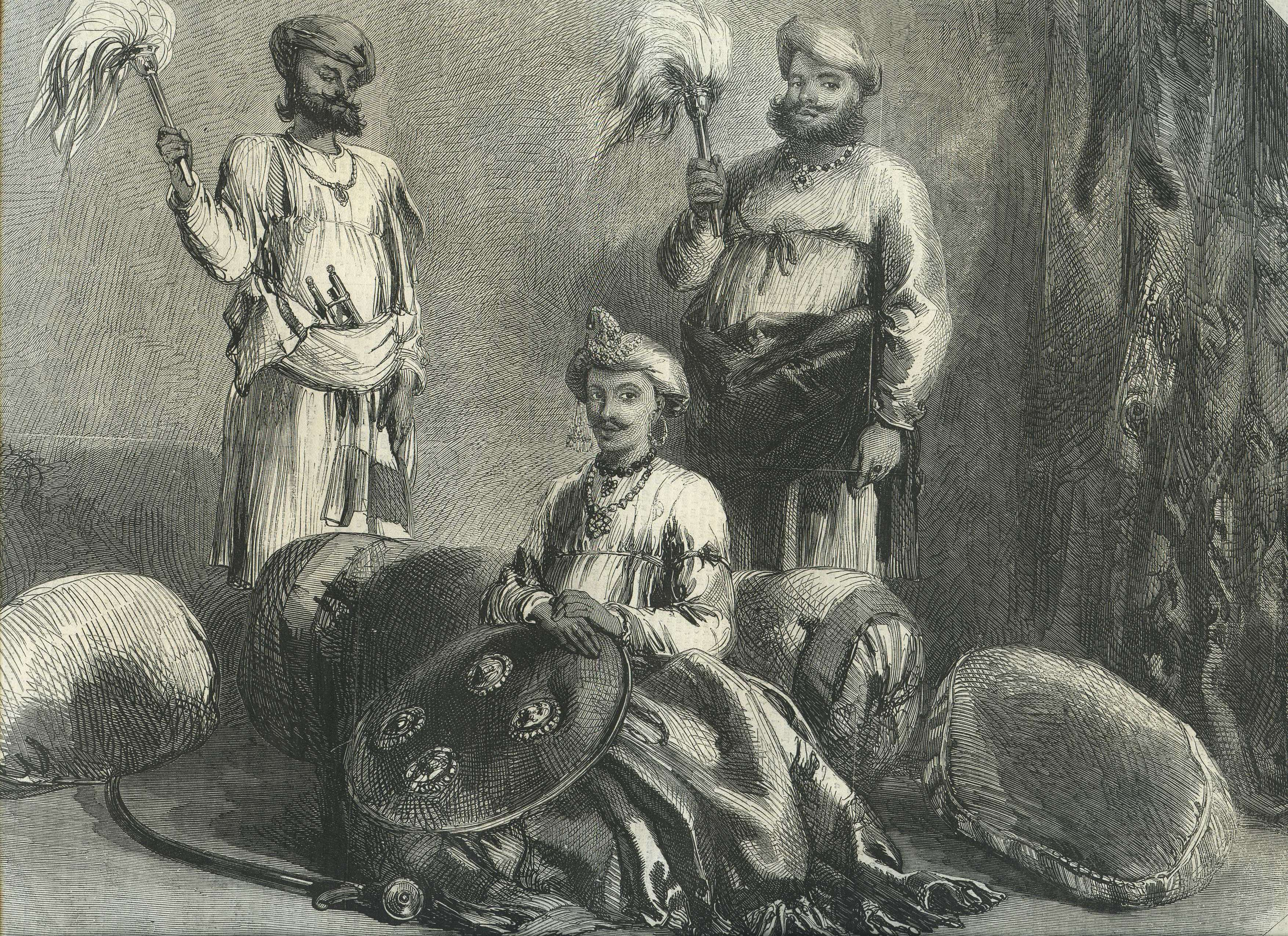
Tukojirao Holkar II (en), Indore, d'après un dessin de W. Carpenter, Jun., publié dans le journal Illustrated London News, 1857.
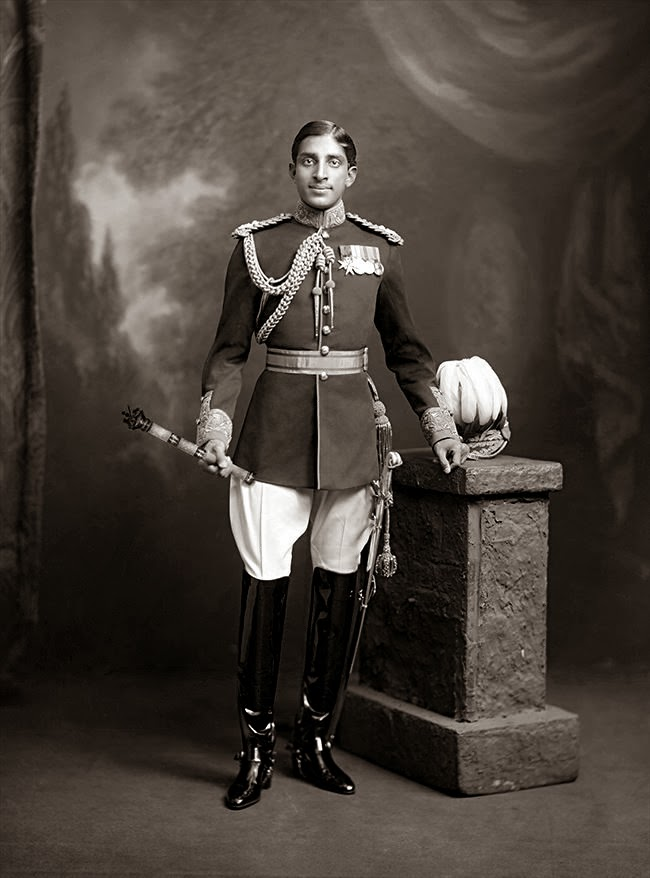
Tukojirao Holkar III (en), par James Lauder (en), Londres.
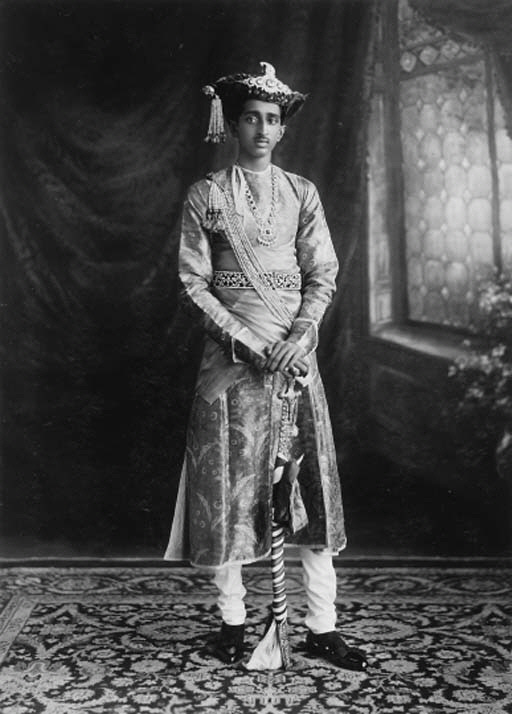
Investiture de Yeshwant Rao Holkar II, le 9 mai 1930.

### Après l'indépendance
Après l'indépendance de l'Inde en 1947, l'État d'Holkar, tout comme d'autres États princiers voisins, adhéra à l'Union indienne. En 1948, avec la formation du Madhya Bharat (en), Indore devint la capitale d'été de l'État. Le 1er novembre 1956, lorsque le Madhya Bharat fut incorporé dans le Madhya Pradesh, la capitale de l’État fut transférée à Bhopal. Indore demeure néanmoins, par sa modernité et son dynamisme, la capitale commerciale de l’État.

## Démographie
Indore est la ville la plus peuplée du Madhya Pradesh et la plus grande métropole de l'Inde centrale. Au recensement de 2011, la population de la ville était de 1 994 397 habitants. La population de l'agglomération (métropole) s'élevait à 2 170 295. Avec une densité de population de 3763 hab./km2, la ville était la plus densément peuplée de toutes les municipalités du Madhya Pradesh dépassant 100 000 habitants. Au recensement de 2011, Indore avait un taux d'alphabétisation de 87,38 % (91,84 % pour les hommes et 82,55 % pour les femmes), supérieur au taux national de 74%. 12,72 % de la population avaient moins de 6 ans.
En ce qui concerne les religions, les hindous constituent la majorité, avec 80,18 %, suivis par les musulmans (14,09 %), les jaïns (3,25 %) et les autres (2,48 %).
Le hindi est la langue officielle de la ville d'Indore et il est parlé par la majorité de la population (97,6 %). On y entend aussi parler un certain nombre de dialectes hindi, tels que le Bundeli, le Malawi et le Chhattisgarhi. Parmi les autres langues comptant un nombre substantiel de locuteurs, il convient de mentionner le Marathi, le Sindhi, le Bhodjpouri et le Gujarati.
Quelque 6 000 hindous émigrés du Pakistan vivent dans la ville (sur un total de 10 000 dans l’État). La majorité d'entre eux sont des Sindis.

## Administration et politique

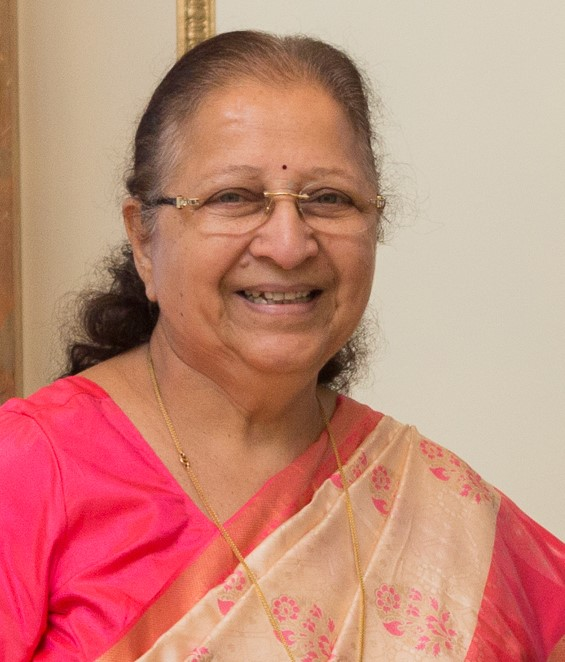
Sumitra Mahajan, députée (BJP) d'Indore à la Lok Sabha.

La ville d'Indore est une municipalité métropolitaine dirigée par un maire et un conseil municipal. L'Indore Municipal Corporation (IMC) a été mise en place en 1956 et est responsable de l'éducation publique, des institutions correctionnelles, des bibliothèques, de la sécurité publique, des infrastructures de loisirs, de l'assainissement, de l'alimentation en eau, de l'urbanisme et des services d’aide sociale. Le maire et les conseillers municipaux sont élus pour un mandat de cinq ans. L'IMC est un organe unicaméral composé de 69 membres correspondant à 69 circonscriptions électorales regroupées en 12 zones.
Indore est représentée à la Lok Sabha (chambre basse du Parlement indien) par Sumitra Mahajan depuis 1989 et constitue ainsi un bastion du parti BJP.

## Économie
Important centre de commerce des biens et services, Indore a enregistré en 2011 un PIB de 14 milliards de dollars.
Un sommet global des investisseurs (Global Investors Summit) s'y tient régulièrement, attirant des investisseurs de différents pays.

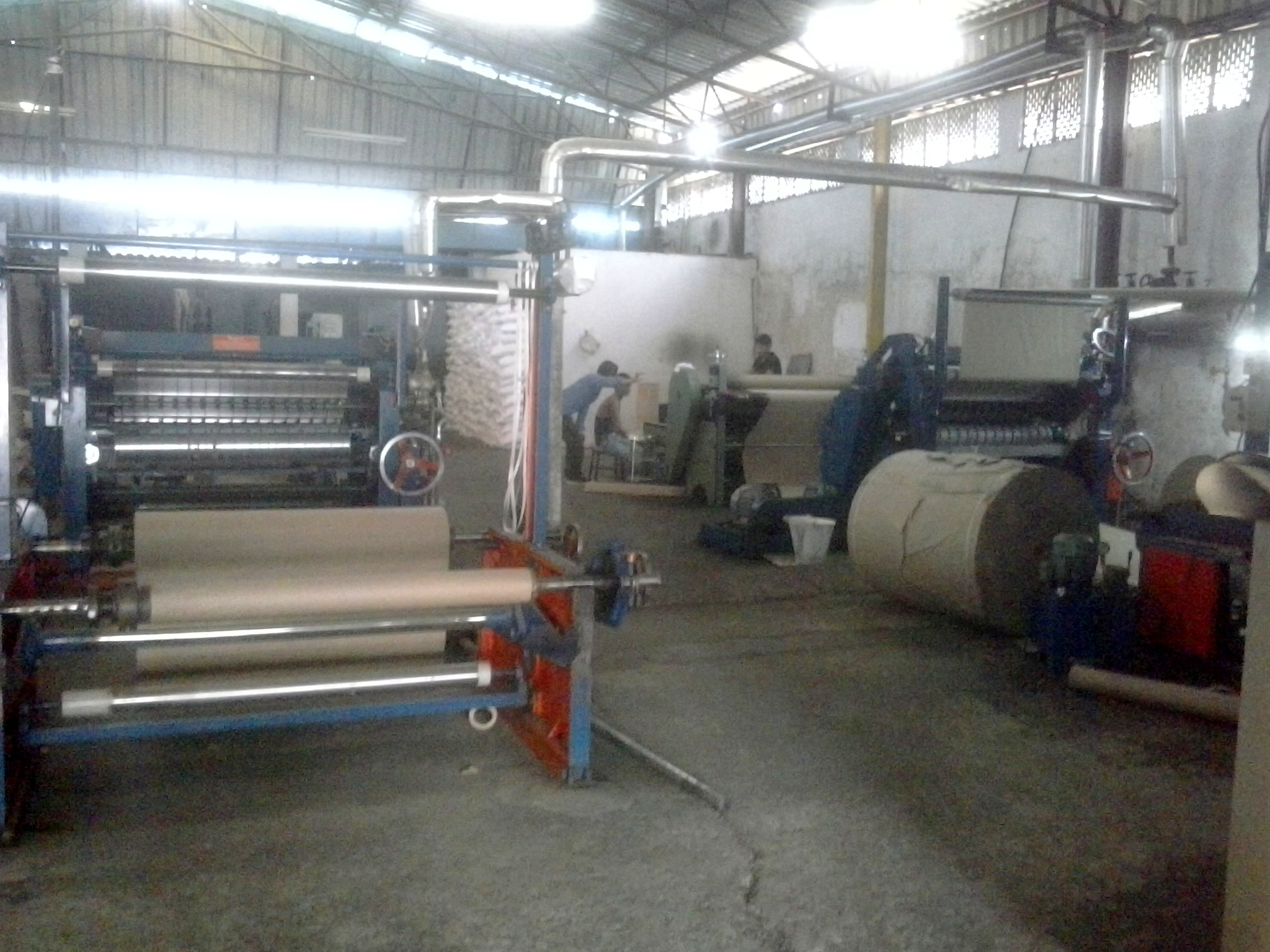
Production de carton ondulé.

Indore et sa région comptent un grand nombre de zones industrielles, dont Pithampur, avec quelque 1 500 entreprises (appelée « Detroit of India » pour la concentration qu'on y trouve de grands noms de l'industrie automobile, actuellement en déclin pour l'insuffisance de ses infrastructures), Indore Special Economic Zone (environ 1 200 hectares), LaxmiBai Nagar IA, Rau IA, Bhagirathpura IA, Kali Billod IA, Ranmal Billod IA, Shivaji nagar Bhindikho IA, Hatod IA, Crystal IT Park, IT Park Pardeshipura et Electronic Complex.
Un Super Corridor de 12 km de longueur est en cours de réalisation entre l’aéroport et la ville, qui regroupera zones résidentielles et entreprises de haute technologie.

## Transports

### Transports aériens
Indore est desservie par l'aéroport Devi Ahilyabai Holkar, situé à 8 km à l'ouest de la ville. C'est l'aéroport le plus fréquenté du Madhya Pradesh, avec 2 269 971 passagers et 10 851 tonnes de fret pour la période allant d'avril 2017 à mars 2018. Selon le classement du Conseil international des aéroports (CIA) en matière de qualité des services aéroportuaires pour l'année 2017, l'aéroport d'Indore a été primé meilleur aéroport de la région Asie-Pacifique dans la catégorie des aéroports enregistrant moins de deux millions de passagers par an 
.

### Infrastructures ferroviaires

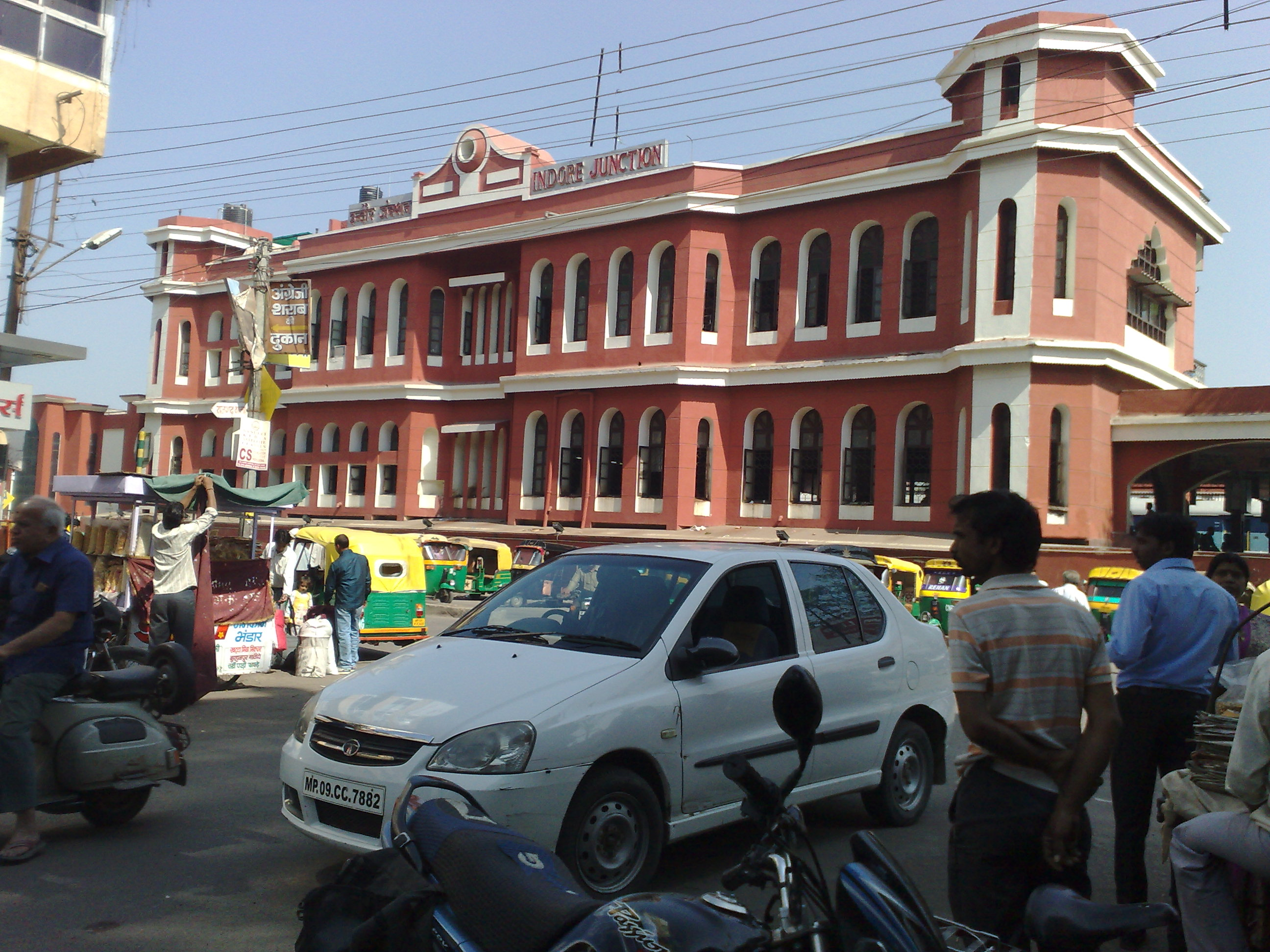
La gare principale Indore Junction, entrée ouest.

La gare principale Indore Junction est une gare ferroviaire de l'entreprise publique Indian Railways, dans la zone Western Railways.
L'électrification de la ligne Indore-Dewas-Ujjain a été terminée en juin 2012. L'aménagement en voie large de la ligne Ratlam-Indore a été achevé en septembre 2014.
Le tronçon Indore-Mhow a été aménagé en voie large en 2016 et électrifié en 2017.
Outre la gare principale "Indore Junction", la ville d'Indore possède huit autres gares ferroviaires :
| Nom              | Code | Zone            | Nombre de quais |
| ---------------- | ---- | --------------- | --------------- |
| Lakshmibai Nagar | LMNR | Western Railway | 3               |
| Saify Nagar      | SFNR | Western Railway | 1               |
| Lokmanya Nagar   | LMNR | Western Railway | 1               |
| Rajendra Nagar   | RJNR | Western Railway | 2               |
| Manglia Gaon     | MGG  | Western Railway | 3               |
| Rau              | RAU  | Western Railway | 2               |
| Mhow             | MHOW | Western Railway | 3               |
| Patalpani        | MGG  | Western Railway | 3               |

### Infrastructures routières
Indore est desservie par les routes nationales suivantes :
- National Highway 52 (NH 52), qui relie Sangrur, au Pendjab, à Ankola, au Karnataka, en passant par Jaipur, Indore et Dhule ;
- National Highway 47 (NH 47), qui relie Bamanbore, au Gujarat, à Nagpur, au Maharashtra, en passant par Ahmedabad, Indore, et Betul.

Indore est en outre traversée par les routes de l’État de Madhya Pradesh n° 27 et 31 :
- la MP State Highway 27 commence à Jhalawar, au Rajasthan, passe par Ujjain, Indore et Burhanpur et se termine à Malkapur/Buldhana, au Maharashtra ;
- la MP State Highway 31 relie Neemuch à Dhar par Ratlam.

### Transports en commun
Le réseau de bus d'Indore ("City Bus") comprend 27 lignes principales et 8 lignes de "MIDI Bus" déployées sur 277 km et 426 arrêts. Les bus portent l'une des trois couleurs bleu, magenta ou orange, en fonction de leur itinéraire.
Indore BRTS (iBUS) est un service de bus rapides (avec ou sans air conditionné). Certains de ces bus sont équipés de GPS et d'IVR pour déterminer la position du bus, des informations étant affichées sur des écrans à LED installés aux arrêts. 
Indore Magic (Auto Rickshaw) est un service de rickshaw essentiellement réservé aux courts trajets. 500 000 l'utilisent quotidiennement pour leurs déplacements à l'intérieur de la ville. 
Un projet de métro pour la ville d'Indore a été approuvé par le cabinet indien en 2018. Les travaux devraient être achevés en 2022.

## Éducation
La ville d’Indore compte 491 écoles primaires (classes I à IV), 269 écoles moyennes (classes V à VIII) et 118 écoles secondaires (classes IX et X).

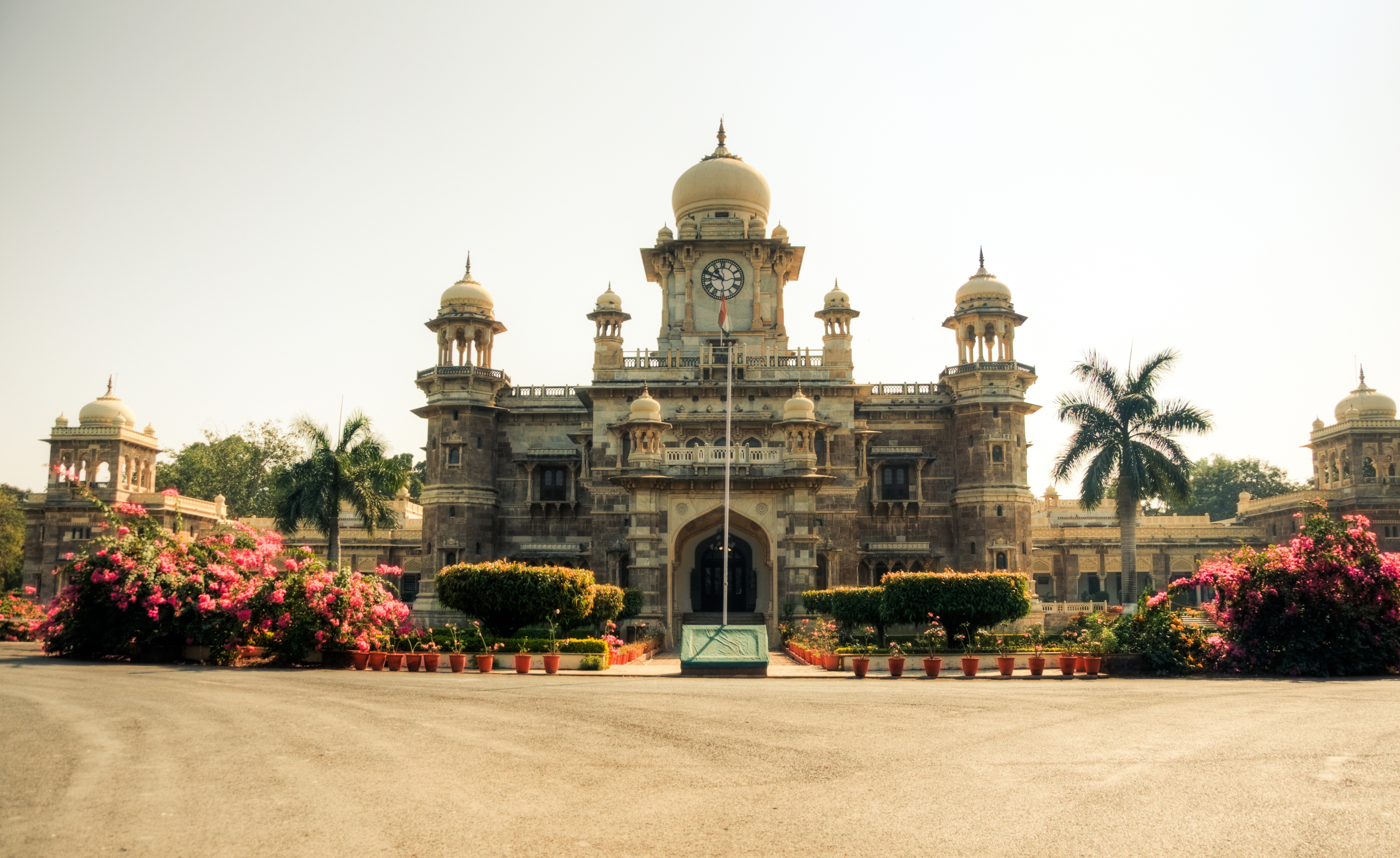
Bâtiment principal du Daly College, fondé en 1870, l’un des plus vieux internats indiens.

Le Daly College, fondé en 1870 pour éduquer les élites des États princiers marathes et rajputs, est l'un des plus anciens internats mixtes au monde.
Parmi les établissements d'enseignement supérieur, il convient de mentionner :
- l’Indian Institute of Technology Indore (IIT) est l'un des plus prestigieux. Ouvert en 2009, il propose entre autres les disciplines suivantes : génie civil, science et ingénierie informatiques, électrotechnique, génie mécanique, métallurgie et science des matériaux. Son campus se trouve à Simrol, à 28 km de la ville ;
- SGSITS Indore est le plus ancien institut technique de l'Inde centrale ; il est situé au cœur de la ville ;
- Devi Ahilya Vishwavidyalaya (DAVV ; autrefois Université d’Indore) comprend plusieurs facultés réparties sur deux sites en ville, dont un Institut d'études managériales ;
- Le Daly College a récemment créé en son sein une unité d'enseignement supérieur en sciences commerciales ;
- le Holkar Science College a été créé en 1891 ;
- le Shri Govindram Seksaria Institute of Technology and Science (SGSITS) a été créé en 1952 comme institut public d’ingénierie et est devenu autonome en 1989 ;
- le Mahatma Gandhi Memorial Medical College (MGMMC) est une autre institution existant de longue date, autrefois appelée King Edward Medical College ;
- le Shri Govindram Seksaria Institute of Technology and Science (SGSITS), fondé en 1952 ;
- l’Institute of Engineering and Science IPS Academy, fondé en 1999.

Indore est la première ville indienne à disposer à la fois d'un institut universitaire de technologie (IIT) et d'un institut universitaire de management (IIM).

## Santé
Indore compte 51 établissements publics de soins, auxquels viennent s'ajouter des cliniques privées. Les principaux centres hospitaliers sont : MY Hospital, Bombay Hospital, Sri Aurobindo Institute of Medical Sciences, Choithram Hospital, CHL Hospital, Medanta, Apollo Hospitals, Vasan Healthcare, Centre for Sight et Navchetna Rehabilitation and Deaddiction Center.

## Médias

### Presse
Sont publiés à Indore 20 quotidiens en hindi, sept quotidiens en anglais, 26 revues hebdomadaires et mensuelles, quatre trimestrielles.

### Radio et télévision
Les principales stations de radio FM émettant à Indore sont les suivantes : AIR Vividh Bharathi FM (101,6 MHz), Radio Mirchi FM (98,3 MHz), Big FM (92,7 MHz), Red FM (93,5 MHz), My FM (94,3 MHz) and AIR Gyan Vani FM (105,6 MHz).
La société de télévision nationale Doordarshan diffuse deux chaînes de télévision terrestre. Des émetteurs locaux existent également. La télévision par câble est entièrement numérisée depuis 2013.

### Téléphonie
Indore dispose d'un réseau de câbles à fibre optique. On y compte trois opérateurs de téléphonie fixe (BSNL, Reliance et Airtel), huit opérateurs de téléphonie mobile GSM (BSNL, Reliance, Vodafone, Idea Cellular, Airtel, Aircel, Tata DoCoMo et Videocon Mobile Service) et quatre opérateurs CDMA (BSNL, Virgin Mobile, Tata Indicom, and Reliance).

## Sports
Le cricket est l'un des sports les plus populaires à Indore. La ville compte plusieurs clubs importants, tels que la Madhya Pradesh Cricket Association (MPCA), la Madhya Pradesh Table Tennis Association (MPTTA), et possède un terrain de cricket international, le Holkar Cricket Stadium. Le Nehru Stadium est un stade multisports d'une capacité de 26 000 spectateurs.
À part le cricket, Indore héberge de nombreux championnats nationaux et internationaux des disciplines les plus variées, allant du billard au triathlon. 

## Culture

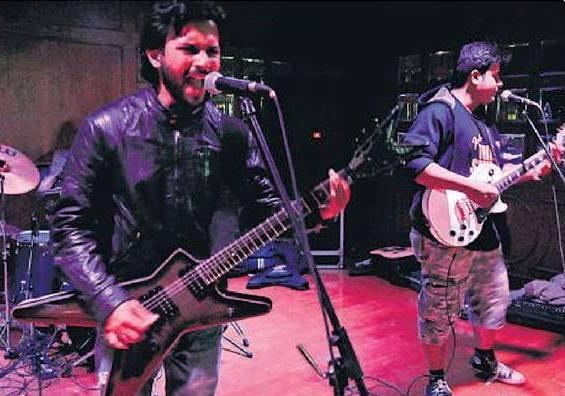
Le groupe heavy metal Nicotine en concert au Pedal To The Metal, TDS, Indore, 2014.

Le Yeshwant Club (qui doit son nom au maharaja Yeshwant Rao Holkar II) et le Sayaji Club/Hotel (appelé ainsi en hommage au maharaja Sayajirao Gaekwad III (en) de Baroda) s'appliquent à promouvoir l'art et la musique et invitent des talents du monde entier.
Les principaux centres artistiques d'Indore sont : Devlalikar kala Vithika, Ravindra Natya Grah (RNG), Mai Mangeshkar Sabha Grah, Anand Mohan Mathur Sabhagrah, DAVV auditorium et Brilliant Convention Centre.
La ville possède une scène rock/metal qui devient de plus en plus riche et variée. Le groupe metal Nicotine, l'un des plus anciens et plus renommés de la ville, est connu pour être l'un des pionniers de la musique metal en Inde centrale.

### Personnalités liées à la ville
- Madhura Naik (1987-), mannequin et actrice indienne, y est née.

## Patrimoine

### Rajwada Palace

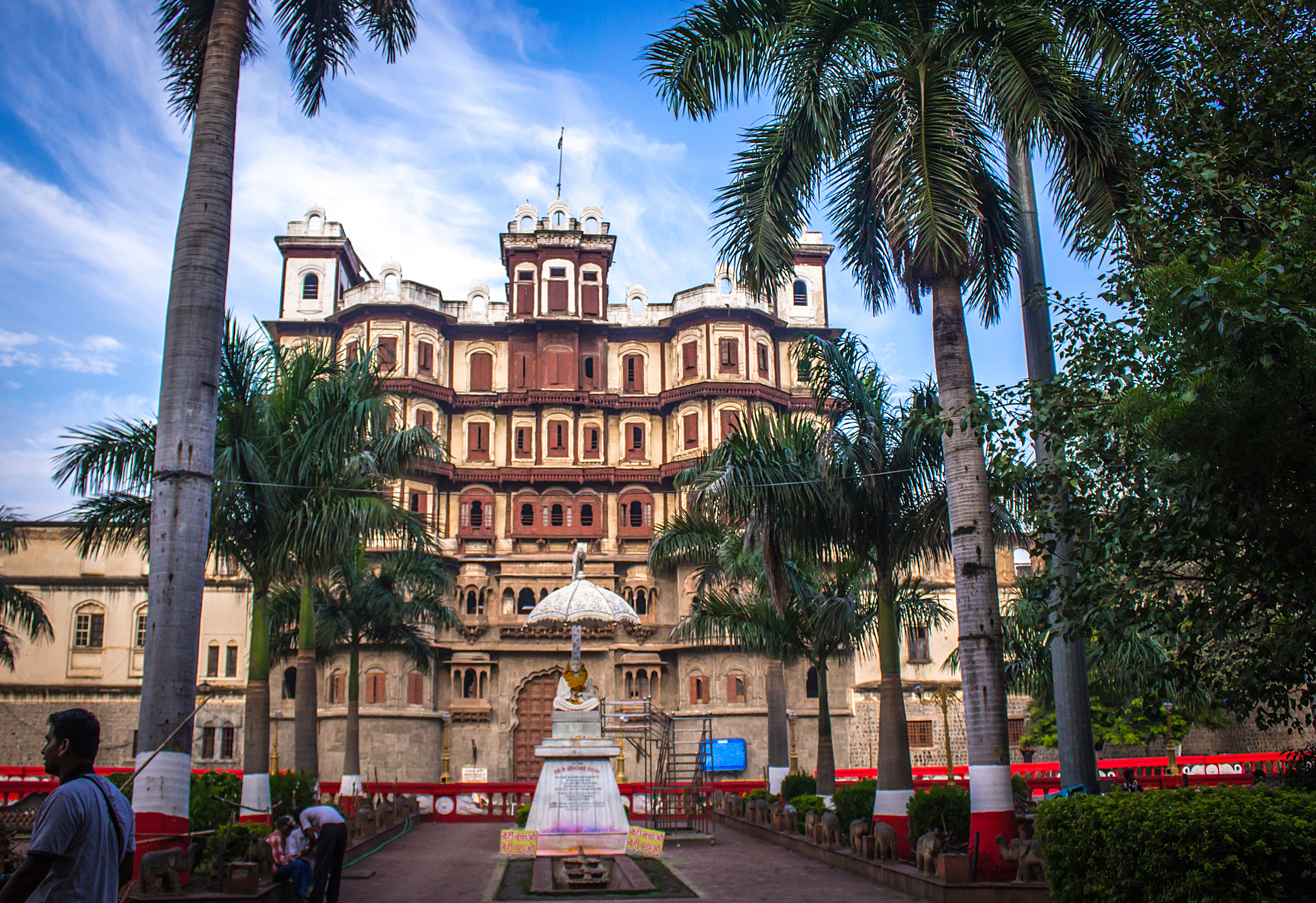
Rajwada Palace

Palais des souverains Holkar, il a été édifié au début du XIXe siècle. Ce bâtiment de sept étages alliant des éléments d'architecture marathe, moghole et française, symbolise la grandeur de la dynastie. Il était au centre de toutes les activités commerciales de la ville. Le monument, rappelant un gopura, est construit en bois et en pierre et comprend de nombreux balcons, fenêtres et corridors. On y accède par un porche élevé et une immense porte de bois cloutée qui mène à une grande cour entourée de galeries et à la salle bordée d'arcades dite de Ganesha, où se tenaient autrefois les grandes cérémonies officielles et religieuses et qui héberge aujourd'hui expositions et concerts.

### Krishnapura Chhatris

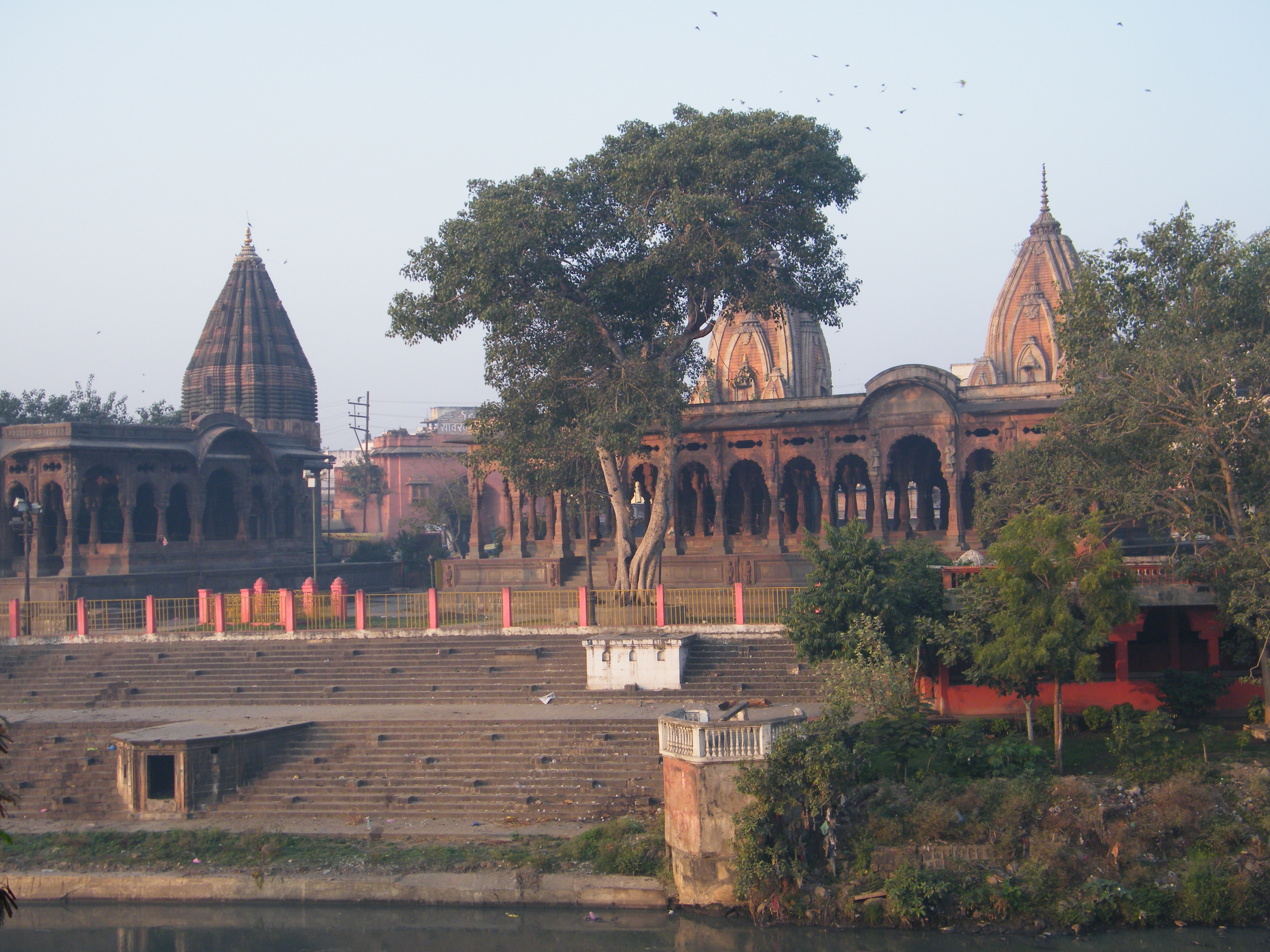
Krishnapura Chhatris vus de la rivière Khan

Bel exemple du style architectural des souverains Holkar, les chhatris d'Indore sont des cénotaphes bâtis sur les lieux de leur crémation, au bord de la rivière Khan, non loin de leur résidence (Rajwada Palace). À l'ouest se dresse le cénotaphe érigé sur les cendres de la maharani Krishnabai (décédée en 1849), épouse du maharaja Yeshwant Rao Holkar I. Les deux autres cénotaphes sont dédiés à Tukoji Rao II (décédé en 1886) et son fils Shivaji Rao (décédé en 1904). Ces monuments funéraires sont reliés par un hall de prières aux arcades et colonnes richement sculptées contenant des statues grandeur nature desdits souverains.

### Daly College
Le Daly College, fondé en 1870 pour éduquer les élites des États princiers marathes et rajputs, est l'un des plus anciens internats mixtes au monde. Il compte actuellement plus de 2 000 étudiants.
L'actuel bâtiment principal a été construit à partir de 1906 en marbre d'Udaipur, sur les plans de Samuel Swinton Jacob. C'est un exemple typique d'architecture anglo-indienne. Le clocher a été offert par Sayajirao Gaekwad III, maharaja de Baroda.

### Yeshwant Club
Le Yeshwant Club a été créé en 1934 sur ordre du maharaja Tukoji Rao III Holkar d'Indore. Héritage des souverains Holkar de l'État d'Indore, il s'étend sur un domaine de 6 hectares. À l'origine, il était destiné aux descendants des seigneurs marathes, à l'aristocratie et aux officiers indiens et britanniques. Par la suite, il ouvrit ses portes aux élites commerciales et économiques. Après l'indépendance, les critères d’admission furent révisés en fonction des exigences de l'époque. La maharani Usha Devi, fille du maharaja Yeshwant Rao Holkar II, est la directrice du club, alors que le ministre en chef honoraire du Madhya Pradesh en est le président.

## Records
Dans le cadre de la Swachh Bharat Abhiyan (Mission pour une Inde propre), la ville d'Indore a déployé des efforts considérables, la plaçant au premier rang des villes indiennes en termes de propreté.
Indore détient le record Guinness du plus grand thé jamais organisé au monde, qui s'est tenu le 24 février 2008 au stade Nehru , avec 32 681 participants.

## Climat
Indore se trouve à la limite du climat subtropical humide (classification de Köppen : Cwa) et du climat tropical de savane (classification de Köppen : Aw). En raison de son altitude relativement élevée et de son éloignement des mers, les nuits, animées d'une brise du soir, appelée ici Shab-e-Malwa (en), sont relativement fraîches, même pendant les mois les plus torrides. On distingue trois saisons : l'été, la mousson et l'hiver. La température la plus basse jamais relevée à Indore a été de 1,1 °C en janvier 1936.
Indore connaît des pluies modérées de 700 à 800 mm pendant la mousson du sud-ouest, qui va de juin à septembre.
| Mois                                | jan. | fév. | mars | avril | mai  | juin | jui. | août | sep. | oct. | nov. | déc. | année |
| ----------------------------------- | ---- | ---- | ---- | ----- | ---- | ---- | ---- | ---- | ---- | ---- | ---- | ---- | ----- |
| Température minimale moyenne (°C)   | 9,8  | 11,4 | 16,2 | 21,2  | 24,4 | 24,1 | 22,6 | 21,9 | 21,1 | 18,1 | 12,2 | 10,6 | 17,9  |
| Température moyenne (°C)            | 18,2 | 20,2 | 25,3 | 30    | 32,4 | 30,1 | 26,5 | 25,1 | 26   | 25,3 | 21,8 | 18,8 | 25    |
| Température maximale moyenne (°C)   | 26,5 | 28,8 | 34,3 | 38,7  | 40,4 | 36,2 | 30,3 | 28,2 | 30,9 | 32,4 | 29,7 | 26,9 | 31,9  |
| Précipitations (mm)                 | 4    | 3    | 1    | 3     | 11   | 136  | 279  | 360  | 185  | 52   | 21   | 7    | 1 062 |
| Nombre de jours avec précipitations | 0,8  | 0,8  | 0,3  | 0,3   | 1,8  | 8,6  | 15,9 | 18,3 | 8,6  | 3,1  | 1,4  | 0,6  |       |